# Les Monts d'Aunay
Les Monts d'Aunay is een gemeente in het Franse departement Calvados (regio Normandië). De plaats maakt deel uit van het arrondissement Vire. Les Monts d'Aunay is op 1 januari 2017 ontstaan door de fusie van de gemeenten Aunay-sur-Odon, Bauquay, Campandré-Valcongrain, Danvou-la-Ferrière, Ondefontaine, Le Plessis-Grimoult en Roucamps. De gemeente telde 4.664 inwoners op 1 januari 2022.

## Geografie
De oppervlakte van Les Monts d'Aunay bedroeg op 1 januari 2022 69,43 vierkante kilometer; de bevolkingsdichtheid was toen 67,2 inwoners per km².
De onderstaande kaart toont de ligging van Les Monts d'Aunay met de belangrijkste infrastructuur en aangrenzende gemeenten.

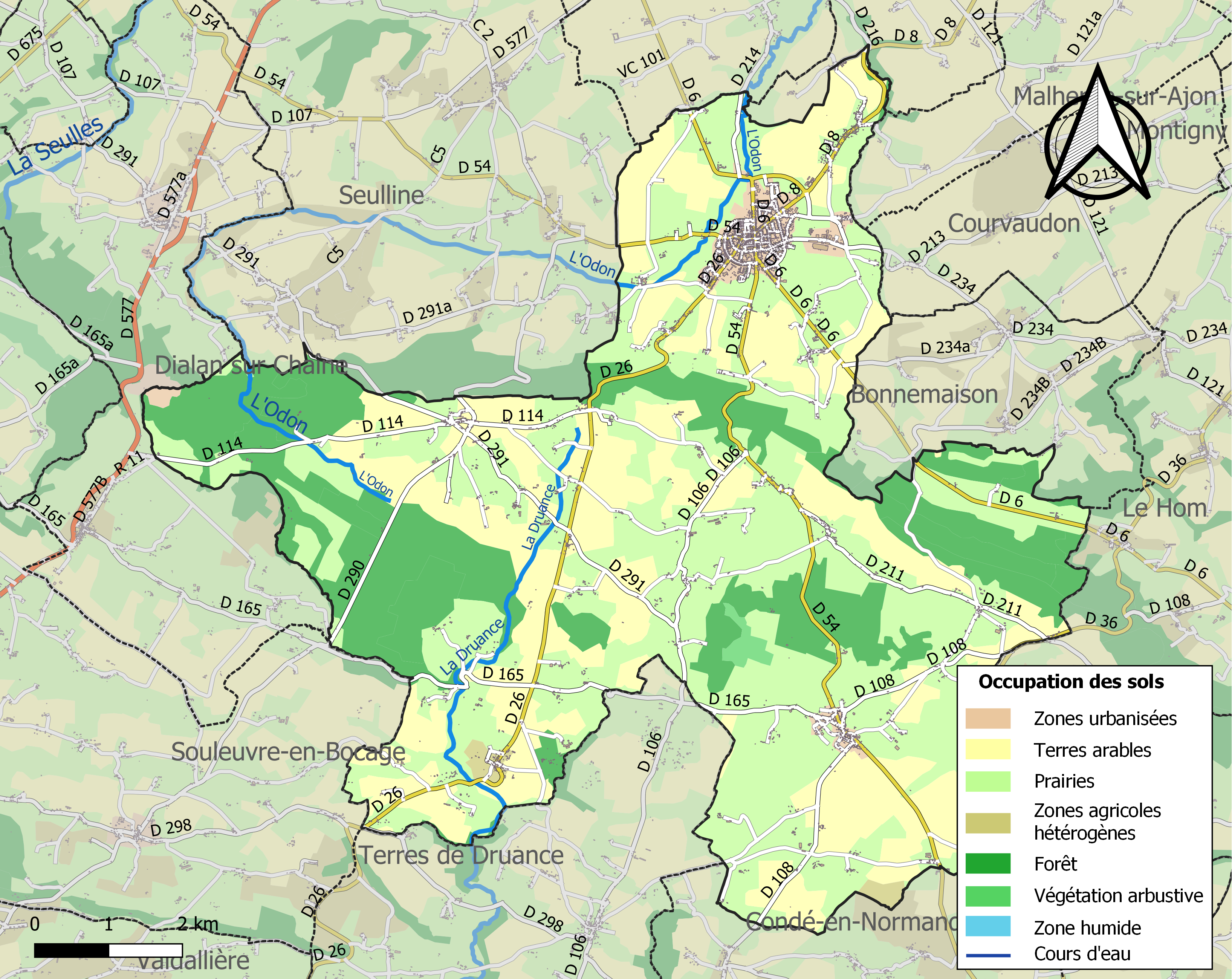